# Intel·ligència cultural
A partir del concepte d'intel·ligències múltiples de Gardner i d'intel·ligència emocional de Goleman, el concepte d'intel·ligència cultural va adquirint major precisió i especialització. Segons Cristopher Earley, la intel·ligència cultural comença quan acaba la intel·ligència emocional, que permet comprendre les emocions d'un mateix i les dels altres. A més a més, la intel·ligència cultural permet interpretar els comportaments i els significats d'un col·lectiu o grup de persones, reconeixent els significats i les característiques específiques de cada comunitat.

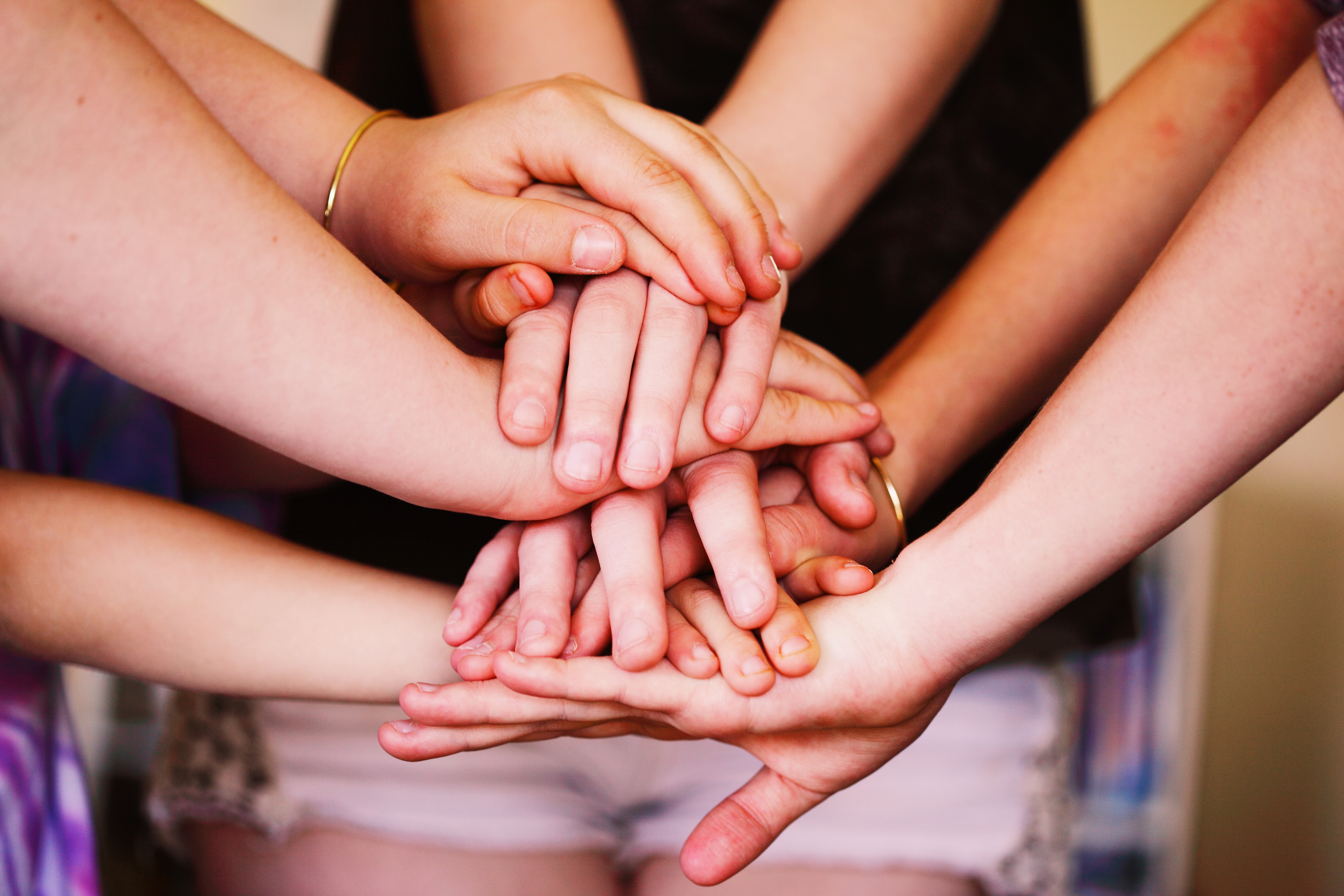
Intel·ligència cultural

Segons Romina Cecilia Elisondo la interculturalitat és una opció de les persones en què els pobles busquen la integració cultural, i la seva interacció amb persones d'altres cultures. La intel·ligència cultural disposa de quatre capacitats: motivació, coneixement, estratègia i acció. La concepció d'intel·ligència cultural engloba les aportacions del marc dialògic igualitari, donant a veure que totes les persones, independentment de la seva edat, tenen unes capacitats de llenguatge i acció què, a través de les seves interaccions, poden ser desenvolupades. Per desenvolupar la intel·ligència cultural és necessari tenir habilitats lingüístiques, relacionades tant en el llenguatge verbal, com en el llenguatge no verbal, per evitar confusions amb altres persones d'orígens diferents.

## Intel·ligència
Quan parlem de la intel·ligència estem parlant directament dels coneixements que una persona ja ha adquirit, però també fem referència a totes les perspectives que obrim per poder assimilar altres conceptes nous. La intel·ligència no és una característica neutra. Segons el psicòleg Alfred Binet, la intel·ligència o generalment el pensament és com la respiració o la nutrició, és a dir, una funció vital. "Existe en función de su utilidad. Sirve para adaptarnos mejor al medio físico de la naturaleza y al medio moral de nuestros semejantes".
La intel·ligència, en general, ha de ser considerada com un concepte en la ment d'una societat. Aquest concepte, en efecte, engloba, almenys tres camps relatius a la capacitat dels individus en enfrontar-se a diverses situacions i tasques. La societat reconeix que totes les persones tenen problemes i què, en certes circumstàncies presenten una capacitat diferent d'afrontar i resoldre aquests problemes tal com els veuen. Des del punt de vista de la societat, els problemes es classifiquen en diferents camps: acadèmics i tècnics, els pràctics i els socials. Els problemes acadèmics i tècnics són aquells que succeeixen en el treball escolar, i més tard, en molts camps de la ciència, de les professions i de les especialitats ocupacionals. Els problemes pràctics són els que es planteja afrontar els assumptes quotidians, guanyar-se la vida i planificar el curs de les nostres pròpies accions, inclús planificar la pròpia vida. Els problemes socials són els que sorgeixen en les interaccions amb els altres, grups o cultures.
Alfred Binet la defineix com el conjunt de totes les facultats mentals que són: l'atenció, la memòria, l'enteniment, el raonament i l'abstracció.
Això no obstant, l'autor Howard Gardner defineix la intel·ligència com la capacitat de resoldre problemes o elaborar productes que siguin valuosos en una o més cultures. Les intel·ligències no són quelcom que es puguin veure o explicar, sinó que són potencials que s'activen o no en funció dels valors d'una cultura i les decisions que pren cada persona o família.
Al llarg del segle XX el psicòleg nord-americà i enginyer Louis Leon Thurstone, va definir les següents habilitats primàries: Comprendre el llenguatge, agilitat perspectiva, raonament lògic, habilitats númerica i matemàtica, fluïdesa verbal, i percepció espacial.
El psicòleg britànic Raymond Cattell va fer una nova diferenciació dels tipus d'intel·ligència:
- La intel·ligència fluida: És una habilitat heretada, per poder raonar i pensar de forma ràpida i hàbil, sense que el coneixement previ i l'experiència sigui un grau d'ajuda.

- La intel·ligència cristal·litzada: És una habilitat que depèn directament del grau d'aprenentatge, del coneixement o l'experiència que ha obtingut una persona en relació amb el context cultural que l'envolta. El desenvolupament d'aquesta habilitat està marcat per diverses capacitats que poden anar variant al llarg de la vida.

En canvi, el psicòleg i psicomètric Estatunidenc Robert Sternberg va catalogar tres habilitats primàries de la intel·ligència en tres grups:
- Grup 1 La intel·ligència componencial: És l'habilitat que permet emmagatzemar tota la informació seleccionada per un individu.

- Grup 2 La intel·ligència experiencial: És l'habilitat que es desenvolupa a través de l'experiència i ens ajuda a configurar nous conceptes i impressions mitjançant la codificació, la combinació, la comparació i la tria de la informació.

- Grup 3 La intel·ligència contextual: És l'habilitat que fa referència a les diverses conductes adaptatives d'una persona segons el medi natural i social que trobi més proper.[3]

Una de les teories més importants sobre la intel·ligència és la del psicòleg americà, Howard Gardner, la Teoria de les intel·ligències múltiples, que són necessàries per al desenvolupament de qualsevol persona. Aquestes són les següents: 
- Intel·ligència Lingüística: És l'habilitat que adquireix una persona que té gran capacitat per aprendre i dominar llenguatges i idiomes diferents. Les persones que disposen de gran intel·ligència lingüística exerceixen professions com ara advocats, escriptors, poetes...
- Intel·ligència Lògic-Matemàtica: És l'habilitat i capacitat que destaca per la rapidesa que obté una persona a l'hora de resoldre problemes matemàtics i raonaments lògics. El fet de desenvolupar aquesta intel·ligència fa que l'individu millori el seu pensament per fer càlculs, també millora el bon desenvolupament de processos, d'anàlisis financeres, el bon enteniment de fórmules per prendre decisions i millora l'administració dels seus béns.
- Intel·ligència Visual: És l'habilitat que ens permet observar el món i els objectes en diferents perspectives. Ens permet crear un model mental de formes, colors i textures.
- Intel·ligència Musical: És l'habilitat que desenvolupa un ésser quan disposa de grans facultats per captar, interpretar, analitzar i compondre pautes musicals.
- Intel·ligència corporal/cinestèsica: És l'habilitat que permet utilitzar les parts del cos per poder resoldre conflictes o per crear productes.
- Intel·ligència Intrapersonal: És l'habilitat de controlar-se a un mateix, ens permet controlar els propis sentiments, emocions i reflexionar sobre ells.
- Intel·ligència Interpersonal: És l'habilitat per detectar i entendre les circumstàncies, situacions i problemes que pot viure una altra persona.
- Intel·ligència naturalista: És una habilitat essencial per la supervivència dels éssers vius en general.[8][9]

## Cultura
La cultura és un terme que fa referència a la manera de viure, pensar i actuar dins d'un grup de persones, tenint en compte els costums i tendències de moda.
Segons el científic social Geert Hofstede engloba el concepte de cultura en diferents programes mentals compartits, que condicionen les respostes dels individus envers el seu entorn. Aquesta definició sintetitza perfectament la idea segons la qual veiem la cultura en el comportament quotidià i les respostes dels individus segons el seu entorn. Les característiques superficials dels nostres comportaments socials, com per exemple, els gestos, les maneres de parlar, la forma de vestir-se, poden ser manifestacions de valors i principis amb una base cultural profunda.
Les persones són els únics éssers capaços de pensar, decidir, fer, crear i realitzar-se en la societat que habiten. La suma d'aquestes accions humanes les trobem en una comunitat concreta que construeix un estil de vida i engloba el concepte de cultura.
La cultura és el conjunt complet de coneixements, creences, valors, drets, costums, tradicions i d'art que genera i determina un poble o una comunitat.
Aquest concepte, cultura té un doble significat perquè, per una banda, ens referim al "cultiu" que defineixen les capacitats humanes, és la transformació que en fa cada individu de la producció d'objectes culturals i, per altra banda, és el resultat de l'exercici d'aquestes capacitats allò que ja ha creat l'ésser humà, sigui material com un edifici o una escultura, o immaterial com els codis morals, idees filosòfiques, i creences religioses.
Les raons principals del concepte de cultura són: el creixement i una mà d'obra cada vegada més diversa.

### Característiques de la cultura
Hi ha algunes característiques bàsiques que són aplicables a qualsevol cultura.
- La cultura es comparteix: És la programació mental compartida que ens permet interactuar amb una familiarització i ens ajuda a entendre les altres cultures en la qual no formem part.
- La cultura s'aprèn i perdura al llarg del temps: Els membres d'una cultura aprenen mitjançant la seva programació mental segons l'entorn. Alguns aspectes de la cultura formen part de les creences religioses, els valors, i altres aspectes similars.
- La cultura influeix en el comportament: Els orígens que determinen la cultura són molt difícils de deixar-los, inclús quan així ho desitgem. La inserció en un entorn desconegut incita a aprendre coses d'una nova cultura d'una forma activa, sense deixar de banda les pròpies arrels culturals. Un aspecte fonamental per potenciar la intel·ligència cultural.
- La cultura és sistemàtica i està organitzada: La cultura és un sistema organitzat de valors, actituds, creences i significats que estan relacionats entre si.
- La cultura és invisible: Entendre les cultures implica molt més que entendre valors profunds, com per exemple donar la mà, invitacions, les cerimònies i el llenguatge corporal. El que té més importància són els elements invisibles de la cultura com les estructures socials i les maneres de pensar.
- Les cultures poden ser rígides o flexibles: Quan parlem de cultura rígida ens referim al predomini de les creences religioses, uniformes i homogènies. En canvi, les cultures flexibles fonamenten la llibertat de pensament i d'acció de les persones que en formen part.[12]

## Components de la intel·ligència cultural (CC).

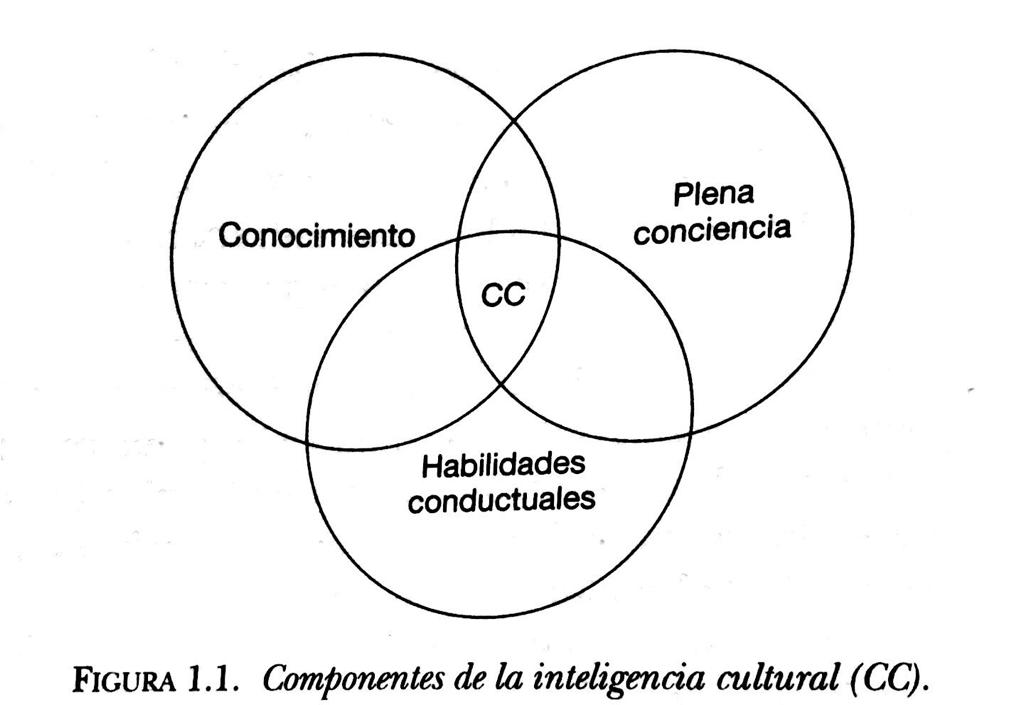
Components de la intel·ligència cultural

El concepte d'intel·ligència cultural és una idea relativament nova, que incorpora la capacitat d'interactuar de forma eficaç amb persones d'altres cultures. Aquest concepte no és difícil d'entendre, però si de dur-lo a la pràctica de manera contínua, per fer-lo possible necessitem desenvolupar tres components claus per tal de potenciar i esdevenir persones amb un bon nivell d'intel·ligència cultural.

### Coneixements
Sabem moltes coses sobre les cultures i les seves diferències, sense dubte aquest coneixement només construeix el primer pas per ser capaços de desenvolupar la intel·ligència cultural. La intel·ligència cultural requereix uns coneixements sobre la cultura i els principis fonamentals de les interaccions transculturals. Aquesta implica comprendre i desenvolupar una visió conscient de les interaccions culturals per desenvolupar les habilitats adaptatives en les diferents situacions interculturals. Per tant, el concepte de coneixements.

### La plena consciència
Quan parlem de plena consciència ens referim a la capacitat de prestar atenció de manera reflexiva i creativa a les indicacions que ofereixen les situacions transculturals en les que es troba, deixant de banda les diferències culturals que tinguem entre nosaltres i els grups.
La plena consciència és un pas mediador que ajuda a vincular el coneixement amb una pràctica hàbil per poder interactuar amb altres persones que són diferents de nosaltres. Aquesta pràctica ens aportarà noves experiències que ens resultaran més fàcil comunicar-nos, la llibertat de pensament i acció.

### Habilitats conductuals
La intel·ligència cultural, basant-se en el coneixement i la plena consciència, desenvolupa habilitats conductuals i adquireix competències en un ventall ampli de varietat de situacions. Aquestes habilitats inclouen l'elecció de la conducta apropiada, entre un repertori ben desenvolupat de conductes que són correctes en diferents situacions interculturals. Les competències interculturals són necessàries per adaptar-se a desafiaments interculturals.

## Fases del desenvolupament dels components de la intel·ligència cultural (CC)
El desenvolupament d'aquesta intel·ligència fa que l'individu passi per cinc fases diferents: 
- Fase 1 Reacció als estímuls externs: Són individus que no reconeixen les diferències culturals i que estan poc relacionats amb altres cultures.
- Fase 2 Reconeixement d'altres normes culturals i motivació per saber més coses: L'experiència i la plena consciència obtenen un paper fonamental en aquesta fase. És desperta la curiositat i les ganes d'aprendre sobre altres cultures, tot i que sovint mostren dificultats a l'hora d'examinar l'entorn cultural. Per això, busquen regles generals i senzilles que els ajudin a guiar la seva conducta.
- Fase 3 Acceptar altres normes i regles culturals en la pròpia ment: En aquesta fase l'individu té un coneixement més profund de les varietats culturals i una elevada comprensió de les normes i les regles culturals. Per tant, les persones que es trobin en aquesta fase saben com actuar i que dir en una gran varietat de diverses situacions. És important donar lloc a altres regles i normes culturals.
- Fase 4 Assimilació de normes culturals diferents i integració de les mateixes en conductes alternatives: En aquesta etapa les persones no requereixen esforçar-se per haver d'acceptar situacions diferents. Les interaccions amb persones d'altres cultures són molt més còmodes i els resulta familiars com si fossin de la seva pròpia cultura.
- Fase 5 Pro activitat en la conducta cultural basada en el reconeixement dels senyals que altres no perceben: Les persones que disposen d'una elevada intel·ligència cultural tenen la capacitat de canviar de registre segons el context en què es trobin.[13]

El procés de desenvolupament de la Intel·ligència Cultural implica entendre i aprendre de les interaccions socials. Aquest aprenentatge suposa una mostra d'atenció en cada experiència o situació per poder retenir el coneixement adquirit, i reproduir les habilitats socials observades, reforçant les conductes adaptades.

## Característiques que propicien la intel·ligència cultural
Els individus poden aprendre a ser més intel·ligents des del punt de vista cultural. Això no obstant, algunes característiques que ja posseeixen o bé que poden desenvolupar, els motiva més a incrementar la intel·ligència cultural. Aquestes són: la "integritat, la receptivitat i la resistència."

### Integritat
Aquest concepte significa posseir un sentit ben desenvolupat del jo (aquest fa referència als pensaments i sentiments que no podem conèixer de manera directa) i entendre com motiva la conducta el propi sistema de creences. Entendre's a un mateix construeix una base essencial per la intel·ligència cultural. Tots posseïm un sentit de nosaltres mateixos com a éssers únics des del punt de vista físic. Per això, és important tenir una imatge honesta de nosaltres mateixos, en aquest sentit, la integritat també implica un bon equilibri personal. Els individus amb una integritat molt elevada no se senten amenaçats per opinions o conductes molt diferents de les seves.

### Receptivitat
La humilitat implica mostrar respecte i bona disposició per aprendre dels altres. Aquesta, es veu reflectida en el procés d'investigació i de cerca del coneixement captivat per la curiositat d'aprendre sobre altres cultures. Les persones amb una gran receptivitat no són necessàriament tímides o senzilles, sinó que són conscients que les seves opinions són fiables i contundents. Sense l'existència de la receptivitat poden reduir-se les oportunitats de desenvolupar intel·ligència cultural mitjançant la interacció amb altres persones.

### Resistència
La resistència és la capacitat de superar les condicions desfavorables. A més a més, ens ajuda a superar les circumstàncies d'estrès i recuperar-nos d'aquelles experiències més negatives. Interactuar amb persones d'altres cultures, sigui del mateix país o de l'estranger, implica ambigüitat, tensió i emoció.

## El procés de desenvolupament de la intel·ligència cultural
Com s'ha esmentat anteriorment, el concepte d'intel·ligència cultural implica tres components bàsics: el coneixement, la plena consciència i les habilitats conductuals. Augmentar els components de la intel·ligència cultural és un aprenentatge que s'adquireix mitjançant l'experiència que requerirà un període considerable. A més a més, exigeix una base de coneixement previ i una adquisició de nous coneixements i perspectives alternatives, mitjançant la plena consciència, la integració, l'assimilació dels coneixements i les habilitats conductuals. L'adquisició de la intel·ligència cultural implica aprendre de les interaccions socials que són determinades per un aprenentatge social, concepte del psicòleg Albert Bandura. Aquest implica l'atenció a la situació, retenció del coneixement a partir de la situació, reproducció de les habilitats socials observadors i reforç de la conducta adaptada.
Millorar els components de la intel·ligència cultural aprenent de l'experiència social, implica prestar atenció a les diferents crítiques entre un mateix i els altres, en relació amb la cultura. També, implica una plena consciència del context en què es desenvolupa la interacció. Retenir aquest coneixement també exigeix la capacitat de transferir el coneixement obtingut en una experiència específica. La reproducció significa practicar les habilitats apresses en futures interaccions. I, per acabar, el reforç implica que, com més fiquem a prova les conductes i aquestes ofereixin resultats satisfactoris augmentarà la nostra intel·ligència cultural.

## Activitats que propicien el desenvolupament de la intel·ligència cultural
Per a augmentar la intel·ligència cultural, una de les solucions més eficaç és fer una experiència internacional per a potenciar els components i desenvolupar el concepte d'intel·ligència cultural. En un estudi de caràcter científic realitzat als nord-americans, s'han extret quines són les activitats que ajuden a desenvolupar la intel·ligència cultural.
Entre les activitats que propicien el desenvolupament de la intel·ligència cultural, es destaquen: 
- Treballar en una empresa de caràcter internacional
- Realitzar turisme internacional.
- Ensenyar idiomes a l'estranger.
- Dur a terme alguna tasca empresarial en una empresa intercultural i que el seu personal siguin persones de diferents països.
- Fer missions de serveis humanitaris.[2]